# Abbaye d'Abbeymahon
’
L’abbaye d'Abbeymahon (en irlandais Mainistir Ó mBamhna ou Mainistir Ó mBána), également connue sous les noms de St Mary de Fonte Vivo et Sancto Mauro, est une ancienne abbaye cistercienne en ruines située à proximité du village de Timoleague. Elle ne doit pas être confondue avec l'abbaye de Timoleague (en), dont les ruines beaucoup plus importantes sont situées au centre du village, et qui relevait de l'ordre des Frères mineurs.
Fondée en 1172, l'abbaye d'Abbeymahon est une fondation extrêmement modeste et peu fortunée de l'ordre. Elle subsiste malgré ses déboires financiers jusqu'au temps de la dissolution. En 1541 ou 1544, elle est fermée.

## Localisation et toponymie
Les ruines de l'abbaye sont situées directement sur la rive sud de l'estuaire de l'Argideen (en), en aval de Timoleague. Elles sont longées par la route R601 (en) allant de Timoleague à Courtmacsherry (en).

## Histoire

### Fondation
Le fondateur de l'abbaye de Baltinglass est Diarmait mac Cormaic, roi de Desmond. Initialement, le site de l'abbaye est Aghamanister. Rapidement, les moines déménagent, puisqu'en 1278 Diarmait est enterré dans « le nouveau monastère ».

### Moyen Âge
L'abbaye demeure extrêmement pauvre tout au long de son histoire. De nombreuses mentions sont faites de l'absence de son abbé au chapitre général cistercien durant le XIIIe siècle. La taxation de 1302-1306 établit que le revenu annuel de l'abbaye ne dépassait pas quatre livres, ce qui correspondait à peu près au coût du voyage depuis l'Irlande jusqu'à Cîteaux. À la fin du Moyen Âge, cette situation s'est un peu améliorée, avec un revenu réel de dix-huit livres pour un potentiel estimé de 34, mais reste toutefois très précaire.
Une abbaye-fille, celle de Strowry, est fondée à Skibbereen à une date inconnue. Il semble que cette abbaye ait été une fondation féminine.

### Dissolution
La dissolution a lieu en 1541 ou 1544. Peu après, en 1568, les bâtiments sont loués à James de Barry (en), vicomte de Buttlevant. En 1584, c'est Nicholas Walsh (en) qui en obtient le bail.

## Architecture
Les parties subsistantes du bâtiment se composent de quelques murs ruinés, correspondant principalement à l'extrémité orientale de l'église, ce qui comprend la tour-clocher.